# Arthur Andersen
Arthur Andersen LLP – globalna firma z siedzibą w Chicago, świadcząca usługi audytorskie i doradcze, istniejąca w latach 1913–2002. Jedna z firm tworząca tzw. wielką piątkę.
Firma ta została oskarżona o pomoc w ukrywaniu długów oraz fałszowanie sprawozdań finansowych w procesie dotyczącym upadku przedsiębiorstwa Enron.